# Mayco Vivas
Pour les articles homonymes, voir Vivas.
Pas d'image ? Cliquez ici

a Compétitions nationales et continentales officielles uniquement.

b Matchs officiels uniquement.
Dernière mise à jour le 26 juillet 2023.
Mayco Geronimo Vivas, né le 2 juin 1998 à Rafaela (Argentine), est un joueur professionnel de rugby à XV, international argentin jouant au poste de pilier.

## Carrière

### En club
Mayco Vivas s'est formé dans le club amateur de sa ville d'origine, le Círculo Rafaelino de Rugby. En 2016, il joue une saison avec le club Atlético del Rosario, également amateur, dans le championnat argentin. 
Il fait ses débuts professionnels avec la franchise des Jaguares dans le Super Rugby en 2019. Il est finaliste de la compétition. 

### En équipe nationale
En 2019, Vivas fait partie des joueurs sélectionnés pour le Rugby Championship. Il est remplaçant lors des trois rencontres, obtenant une première cape prestigieuse contre la Nouvelle-Zélande. Une semaine après le championnat, il joue pour la première fois en tant que titulaire un test match contre l'Afrique du Sud.
Bien que ses quatre premières sélections se soldent sur une défaite, il est retenu parmi les 31 joueurs argentins disputant la Coupe du monde au Japon.

## Palmarès
- Super Rugby
  - 2019 : Finaliste